# Moragne

Moragne este o comună în departamentul Charente-Maritime, Franța. În 2009 avea o populație de 465 de locuitori.